# 卡罗尔县 (新罕布什尔州)
卡罗尔縣（英語：Carroll County）是美国新罕布什尔州東部的一個縣，東鄰缅因州，面積2,570平方公里。根據2020年美國人口普查，共有人口50,107人。縣治奧西皮。該縣成立於1840年，縣名紀念查尔斯·卡罗尔（Charles Carroll of Carrollton），《美國獨立宣言》簽署者中唯一的天主教徒及最晚去世者。